# Caja de herramientas

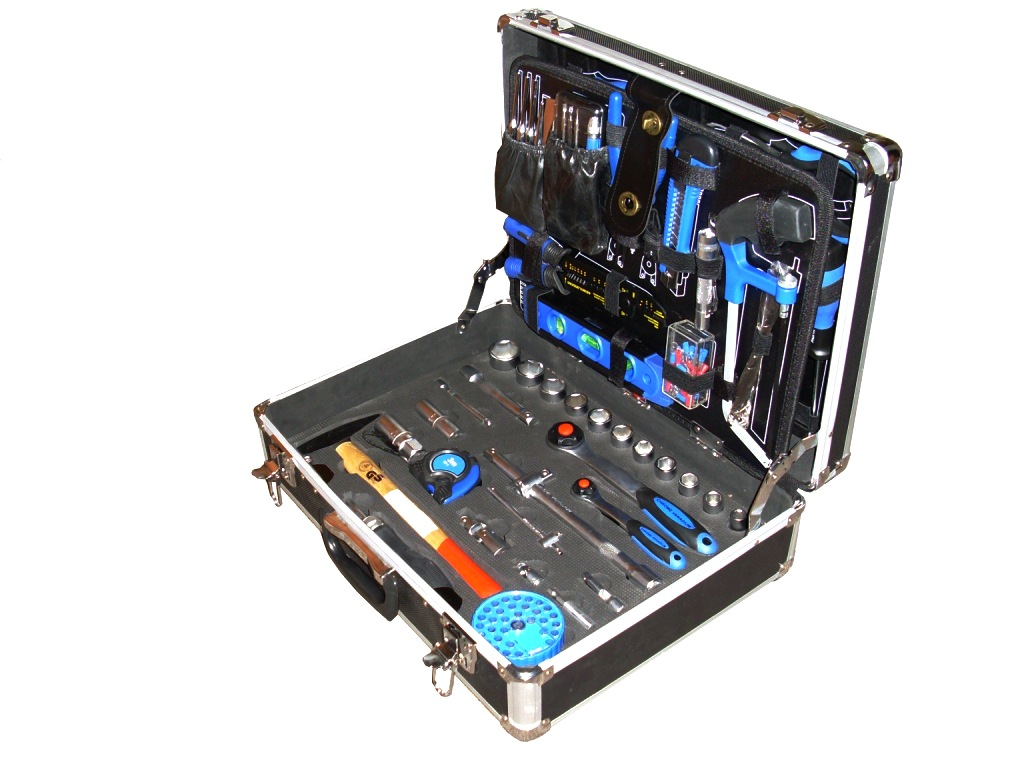
Caja de herramientas

Una caja de herramientas es un contenedor utilizado para organizar, contener y transportar herramientas.

## Tipos de cajas de herramientas
Metal o plástico. La madera para la construcción de cajas de herramientas era la primera opción de material en los primeros años del siglo XIX. Después de que varias décadas de disminución en su popularidad, hoy están resurgiendo. Utilizadas por mucha gente, sobre todo para la artesanía especializada, por maquinistas, fabricantes de herramientas y troqueles, joyeros y otros artesanos especializados, son también solicitadas por comerciantes y coleccionistas como objeto de recuerdo.

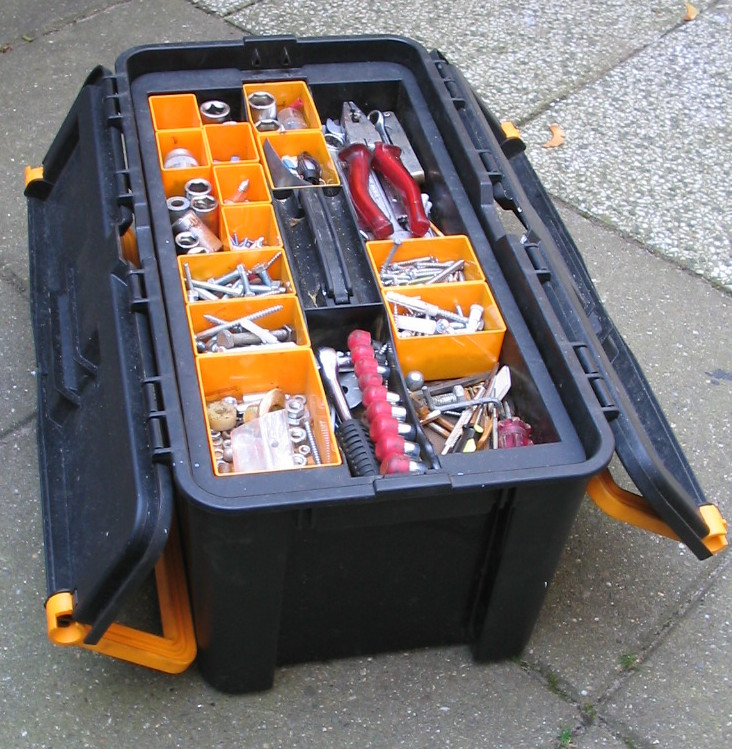
Caja de herramientas abierta

La caja de herramientas de los carpinteros modernos se compone de una base, de una tapa superior unida a ella y generalmente de una bandeja montada dentro de la caja para un acceso conveniente. Muchas cajas de herramientas y cajas de una gran variedad se pueden ver en el Museo Smithsonian de historia americana.
Las cajas de herramientas tienen comúnmente una tapa con bisagras que dispone de un asa para acarrearla y uno o más cierres que aseguran el cierre de la misma. Algunos compartimentos abiertos más pequeños se localizan típicamente dentro, pero las cajas de herramientas más grandes tienen a menudo una bandeja desprendible del conjunto asentada en un reborde, dentro del perímetro de la caja, con un solo compartimiento más grande debajo.
Las cajas de herramientas usan a veces cajones que se abren hacia fuera o bandejas voladizas ligadas a la tapa en lugar del voluminoso espacio abierto del modelo previamente mencionado. Es menos común que estos contenedores de almacenamiento de herramientas tengan una bandeja separadora, aunque tengan típicamente un compartimiento de almacenamiento en la tapa. Las cajas de herramientas se hacen sobre todo de metal, aunque algunos modelos costosos se hacen de maderas duras. Se venden a menudo como sistema de caja de la parte inferior del balanceo con un segundo, caminado en el pecho que descansa arriba. (Pecho superior) aunque los pechos de herramienta se diseñen típicamente con las ruedas, no se consideran portátiles debido a su peso y su gran tamaño.

### Material
Las cajas de herramientas de metal (típicamente de acero) pesan más que las de plástico. Una caja de herramientas de plástico cargada con herramientas puede pesar igual que una caja de acero similar cuando está vacía. Las cajas de metal también tienen propensión a oxidarse y sus filos pueden marcar las superficies de cosas que se golpean contra ellas. Las de metal, sin embargo, se sabe que son más fuertes que el plástico, así que uno debe equilibrar sus desventajas contra la necesidad de soportar el peso de muchas herramientas.

### Diseño
La caja simple con bandeja puede ser eficaz pero se convierte en menos eficaz cuantas más herramientas se añaden. Algunas cajas de herramientas incluso tienen compartimientos incorporados a la tapa para almacenar piezas tales como clavos o tornillos. Con todo, muchas herramientas todavía se deben almacenar en el compartimiento de debajo de la bandeja. La capacidad de espacio en este compartimiento hace que este tipo de caja sea fácil de llenar, en términos de peso y volumen. Pero además del problema de encontrar cosas, hay un riesgo de que los artículos más pesados dañen los más delicados cuando la caja de herramientas se mueve.
Una bandeja separadora es una bandeja desprendible con divisiones usada para separar las pequeñas herramientas y los artículos de otros compartimientos. Los cajones o las bandejas voladizas minimizan estos problemas. Sin embargo, los cajones aumentan el peso y reducen la movilidad de la caja de herramientas.

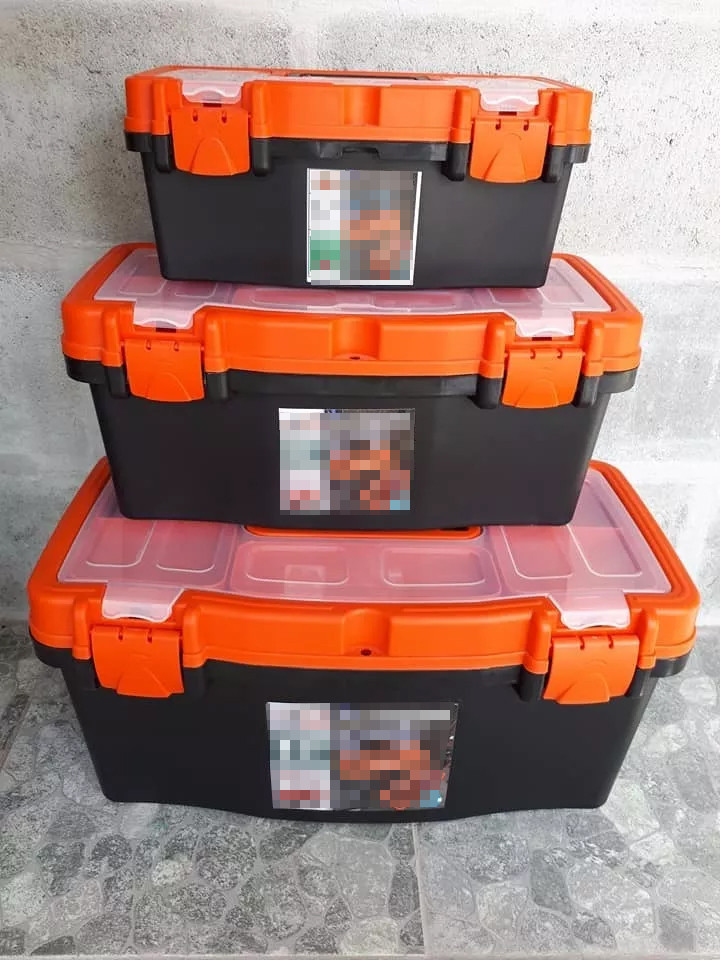
Se pueden ver las diferencias entre una caja de 12", la intermedia de 16" y la de abajo, la más grande, de 19". Son de marca "Aligas".

### Marcas y distribuidores
Las cajas de herramientas están disponibles de numerosos fabricantes. Sin embargo, durante los últimos años algunas empresas eran particularmente exitoso en esta área. De los mayores distribuidores nacionales es importante mencionar Bricor, Bricomart, Leroy Merlin, Truper y Tayg.
Entre las marcas más populares de maletines de herramientas se encuentra Mannesmann, Famex, Knipex, Parat y Stanley. Sobre todo la marca estadounidense Stanley cuenta con muchas ventas en España.
También hay cajas genéricas, sin marca alguna, provenientes, en general, de la industria china. Los revendedores de estas cajas, suelen comprar grandes tandas de este producto al cual lo etiquetan en su país. Así nos podemos encontrar con cajas de diferentes marcas y un mismo diseño.

### Tamaños y capacidades
En países como Argentina o España, hay cajas de herramientas de diferentes medidas. Estos volúmenes de las cajas de herramientas suelen distinguirse por la cantidad de pulgadas: así nos encontramos con cajas de 12" (pulgadas), 16", 20", 24", 28", etc. A mayor cantidad de pulgadas la caja puede contener más herramientas, por lo que puede volverse más pesada, por ende se va alejando de ser más portátil. 

### Alternativas a las cajas de herramientas

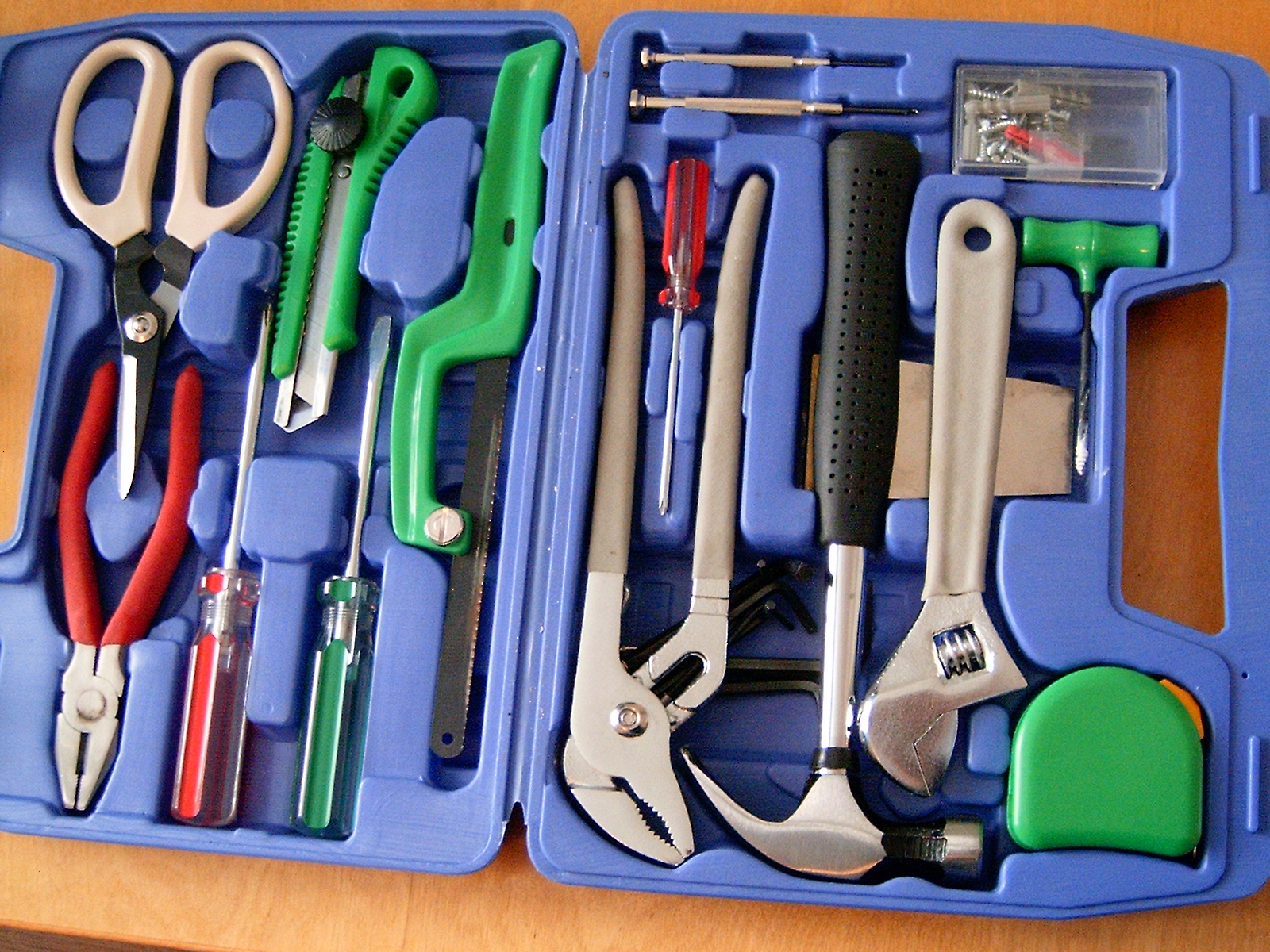
Juego de herramientas

Existen diversos sistemas alternativos para almacenar herramientas:
- Juegos de herramientas: Las herramientas están integradas en estuche de plástico moldeado que constituye típicamente una variedad para el hogar o para vehículos. Cada artículo se coloca en un punto señalado que hace que las herramientas se puedan organizar de forma mucho más fácil que con una caja de herramientas convencional. Son muy compactas, ligeras y baratas en comparación con la compra de herramientas y una caja de herramientas por separado. Los juegos de herramientas presentan dos desventajas importantes:
  - no existe ninguna capacidad de modificar la selección de herramientas utilizadas para trabajos particulares (las herramientas son, a veces, de más baja calidad que las que uno pudo comprar individualmente)
  - dejan poco o nada de espacio para añadir nuevas herramientas y bandejas. Así, uno todavía podría necesitar una caja de herramientas para realizar el trabajo además del juego de herramientas.
- Cinturones y delantales de herramientas: Pensados para una portabilidad extrema, son insuficientes para almacenar gran cantidad de herramientas. Una persona podría utilizar una caja de herramientas para su almacenamiento permanente y un cinturón o delantal para coger apenas las que sean necesarias para un trabajo.

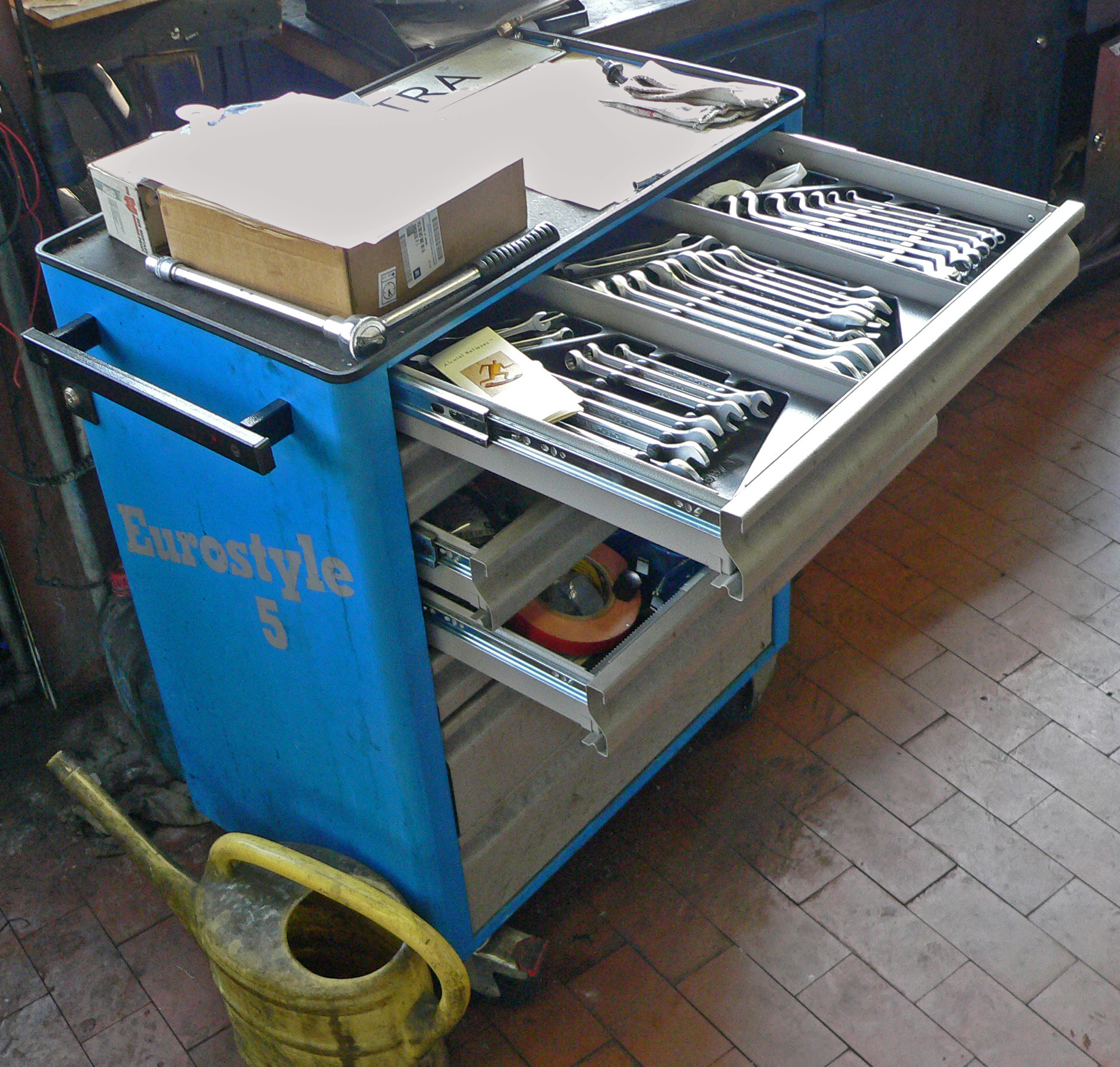
Carro de herramientas

- Carro de herramientasCubos organizadores: estos consisten en bolsos rugosos de tela o poliéster colocados dentro y alrededor de un cubo de cinco galones. Son ligeros, baratos y pueden rivalizar con la caja de herramientas como medio para almacenar herramientas móviles en el puesto de trabajo. Sus docenas de bolsillos permiten una mejor organización, con casi todo visible en un solo vistazo. Eso, sin embargo, podría constituir una desventaja también, puesto que uno podría tener problemas de privacidad o seguridad si el cubo tuviera que ser dejado en un área pública (por el contrario, las cajas de herramientas son a menudo bloqueables y, obviamente, opacas). En un vehículo, el cubo se puede empujar y derramar parte de su contenido. Las herramientas dejadas al aire libre se protegen mejor en una caja de herramientas. Para muchos propósitos, sin embargo, un cubo organizador puede ser preferible a una caja de herramientas. Antes de comprar un cubo organizador, observen que el cubo en sí mismo no está generalmente incluido.
- Autocarts: estos son carros para uso general que tienen una base que gira para su almacenamiento en vehículos. Son utilizados por los operarios para llevar herramientas, equipo o suministros. Combinan las ventajas de las cajas de herramientas y de los cinturones y son esencialmente contenedores portátiles o carros transportables. Los carros de herramientas son de uso general en la industria del transporte para el mantenimiento y la reparación de vehículos.